# Vous êtes tous des capitaines
Pour plus de détails, voir Fiche technique et Distribution.
Vous êtes tous des capitaines (Todos vós sodes capitáns) est un film documentaire galicien réalisé en 2010 par Oliver Laxe.

## Synopsis
Un jeune cinéaste européen réalise un film avec des mineurs accueillis dans un centre de jeunes exclus de Tanger, au Maroc. Durant le tournage, les méthodes de travail peu orthodoxes du réalisateur entraînent une usure de sa relation avec les enfants, au point de modifier complètement le déroulement du projet.

## Fiche technique
- Réalisation : Oliver Laxe
- Production : Zeitun Films
- Scénario : Oliver Laxe
- Image : Ines Thomsen
- Montage : Fayçal Algandouzi
- Son : Albert Castro Amarelle Nicolás Barrena Simohamed Fettaka

## Récompenses
- Prix FIPRESCI (section Quinzaine des réalisateurs) au Festival de Cannes 2010
- Mar del Plata 2010
- Gijón 2010
- Cineuropa Santiago de Compostela 2010